# Ksilopija
Ksilopija (lat. Xylopia), rod korisnog vazdazelenog drveća i grmova iz porodice Annonaceae, raširen je po tropskoj Africi, Americi, Aziji i Australiji.
Priznato je 170 vrsta među kojima su najpoznatije malajski papar (X. aethiopica), crnački papar (X. aromatica) i arapski papar (X. quintasii).

## Vrste
1. Xylopia acunae Borhidi & E.Del-Risco
2. Xylopia acutiflora (Dunal) A.Rich.
3. Xylopia aethiopica (Dunal) A.Rich.
4. Xylopia africana (Benth.) Oliv.
5. Xylopia amazonica R.E.Fr.
6. Xylopia ambanjensis Cavaco & Keraudren
7. Xylopia amoena R.E.Fr.
8. Xylopia amplexicaulis (Lam.) Baill.
9. Xylopia annoniflora Pombo & Zartman
10. Xylopia arenaria Engl.
11. Xylopia aromatica (Lam.) Mart.
12. Xylopia atlantica Mello-Silva & J.C.Lopes
13. Xylopia aurantiiodora De Wild. & T.Durand
14. Xylopia barbata Hoffm. ex Mart.
15. Xylopia beananensis Cavaco & Keraudren
16. Xylopia bemarivensis Diels
17. Xylopia benthamii R.E.Fr.
18. Xylopia bocatorena Schery
19. Xylopia brasiliensis Spreng.
20. Xylopia buxifolia Baill.
21. Xylopia calophylla R.E.Fr.
22. Xylopia calosericea Diels
23. Xylopia calva D.M.Johnson & N.A.Murray
24. Xylopia capuronii Cavaco & Keraudren
25. Xylopia caudata Hook.f. & Thomson
26. Xylopia cayennensis Maas
27. Xylopia championii Hook.f. & Thomson
28. Xylopia chocoensis R.E.Fr.
29. Xylopia collina Diels
30. Xylopia columbiana R.E.Fr.
31. Xylopia congolensis De Wild.
32. Xylopia conjungens R.E.Fr.
33. Xylopia coriifolia Ridl.
34. Xylopia crinita R.E.Fr.
35. Xylopia cupularis Mildbr.
36. Xylopia cuspidata Diels
37. Xylopia danguyella Ghesq. ex Cavaco & Keraudren
38. Xylopia decorticans D.M.Johnson & Lobão
39. Xylopia degeneri A.C.Sm.
40. Xylopia dehiscens (Blanco) Merr.
41. Xylopia densiflora R.E.Fr.
42. Xylopia densifolia Elmer
43. Xylopia dibaccata Däniker
44. Xylopia dielsii Cavaco & Keraudren
45. Xylopia dinklagei Engl. & Diels
46. Xylopia discreta (L.f.) Sprague & Hutch.
47. Xylopia egleriana Aristeg. ex Maas
48. Xylopia ekmanii R.E.Fr.
49. Xylopia elliotii Pierre ex Engl. & Diels
50. Xylopia elliptica Maingay ex Hook.f. & Thomson
51. Xylopia emarginata Mart.
52. Xylopia excellens R.E.Fr.
53. Xylopia fananehanensis Cavaco & Keraudren
54. Xylopia ferruginea (Hook.f. & Thomson) Baill.
55. Xylopia flamignii Boutique
56. Xylopia flexuosa Diels
57. Xylopia frutescens Aubl.
58. Xylopia fusca Maingay ex Hook.f. & Thomson
59. Xylopia ghesquiereana Cavaco & Keraudren
60. Xylopia gilbertii Boutique
61. Xylopia globosa D.M.Johnson & N.A.Murray
62. Xylopia gracilipes D.M.Johnson & N.A.Murray
63. Xylopia hastarum M.L.Green
64. Xylopia heterotricha D.M.Johnson & N.A.Murray
65. Xylopia holtzii Engl.
66. Xylopia humbertii Ghesq. ex Cavaco & Keraudren
67. Xylopia humblotiana Baill.
68. Xylopia hypolampra Mildbr.
69. Xylopia hypolampsa Mildbr. & Diels
70. Xylopia involucrata M.C.Dias & Kin.-Gouv.
71. Xylopia jamaicensis Griseb.
72. Xylopia javanica Steud.
73. Xylopia kalabenonensis D.M.Johnson, Deroin & Callm.
74. Xylopia katangensis De Wild.
75. Xylopia keniensis D.M.Johnson
76. Xylopia kuchingensis I.M.Turner & D.M.Johnson
77. Xylopia lamarckii Baill.
78. Xylopia lamii Cavaco & Keraudren
79. Xylopia lanceola Ridl.
80. Xylopia lanceolata R.E.Fr.
81. Xylopia langsdorfiana A.St.-Hil. & Tul.
82. Xylopia lastelliana Baill.
83. Xylopia lemurica Diels
84. Xylopia letestui Pellegr.
85. Xylopia ligustrifolia Dunal
86. Xylopia longicuspis R.E.Fr.
87. Xylopia longipetala De Wild. & T.Durand
88. Xylopia lukei D.M.Johnson & Goyder
89. Xylopia maccreae (F.Muell.) L.S.Sm.
90. Xylopia macrantha Planch. & Triana
91. Xylopia madagascariensis Cavaco & Keraudren
92. Xylopia magna Maingay ex Hook.f.
93. Xylopia malayana Hook.f. & Thomson
94. Xylopia micans R.E.Fr.
95. Xylopia microphylla Cavaco & Keraudren
96. Xylopia mildbraedii Diels
97. Xylopia monosperma Jessup
98. Xylopia monticola D.M.Johnson & N.A.Murray
99. Xylopia mucronata Boerl.
100. Xylopia multiflora R.E.Fr.
101. Xylopia muricata L.
102. Xylopia mwasumbii D.M.Johnson
103. Xylopia nervosa (R.E.Fr.) Maas
104. Xylopia ngii D.M.Johnson & N.A.Murray
105. Xylopia nigricans Hook.f. & Thomson
106. Xylopia nilotica D.M.Johnson & N.A.Murray
107. Xylopia nitida Dunal
108. Xylopia obtusifolia (A.DC.) A.Rich.
109. Xylopia ochrantha Mart.
110. Xylopia odoratissima Welw. ex Oliv.
111. Xylopia orestera I.M.Turner & D.M.Johnson
112. Xylopia orinocensis Bagstad & D.M.Johnson
113. Xylopia oxyantha (Hook.f. & Thomson) Hook.f. & Thomson
114. Xylopia pacifica A.C.Sm.
115. Xylopia pallescens Baill.
116. Xylopia panamensis G.E.Schatz
117. Xylopia pancheri Baill.
118. Xylopia paniculata Exell
119. Xylopia papuana Diels
120. Xylopia parviflora Spruce
121. Xylopia patoniae I.M.Turner
122. Xylopia peekelii Diels
123. Xylopia perrieri Diels
124. Xylopia peruviana R.E.Fr.
125. Xylopia phloiodora Mildbr.
126. Xylopia pierrei Hance
127. Xylopia piratae D.M.Johnson & N.A.Murray
128. Xylopia pittieri Diels
129. Xylopia platycarpa D.M.Johnson & N.A.Murray
130. Xylopia platypetala R.E.Fr.
131. Xylopia plowmanii P.E.Berry & D.M.Johnson
132. Xylopia poilanei Ast
133. Xylopia polyantha R.E.Fr.
134. Xylopia pseudolemurica Cavaco & Keraudren
135. Xylopia pulchella Ridl.
136. Xylopia pulcherrima Sandwith
137. Xylopia pygmaea Warm.
138. Xylopia pynaertii De Wild.
139. Xylopia quintasii Pierre ex Engl. & Diels
140. Xylopia richardii Boivin ex Baill.
141. Xylopia rigidiflora Bagstad & D.M.Johnson
142. Xylopia roigii P.Wilson
143. Xylopia rubescens Oliv.
144. Xylopia sahafariensis Cavaco & Keraudren
145. Xylopia sericea A.St.-Hil.
146. Xylopia sericolampra Diels
147. Xylopia sericophylla Standl. & L.O.Williams
148. Xylopia shirensis (Engl. & Diels) D.M.Johnson & N.A.Murray
149. Xylopia spruceana Benth. ex Spruce
150. Xylopia staudtii Engl. & Diels
151. Xylopia subdehiscens (King) J.Sinclair
152. Xylopia sumatrana (Miq.) D.M.Johnson & N.A.Murray
153. Xylopia surinamensis R.E.Fr.
154. Xylopia talbotii Exell
155. Xylopia tanganyikensis D.M.Johnson
156. Xylopia tenuipetala D.M.Johnson & Goyder
157. Xylopia thomsonii Oliv.
158. Xylopia tomentosa Exell
159. Xylopia torrei N.Robson
160. Xylopia toussaintii Boutique
161. Xylopia trichostemon R.E.Fr.
162. Xylopia unguiculata D.M.Johnson & N.A.Murray
163. Xylopia uniflora R.E.Fr.
164. Xylopia venezuelana R.E.Fr.
165. Xylopia vieillardii Baill.
166. Xylopia vielana Pierre
167. Xylopia villosa Chipp
168. Xylopia vitiensis A.C.Sm.
169. Xylopia wilwerthii De Wild. & T.Durand
170. Xylopia xylantha R.E.Fr.

## Sinonimi
- Coelocline A.DC.
- Habzelia A.DC.
- Parartabotrys Miq.
- Patonia Wight
- Unona L.f.
- Waria Aubl.
- Xylopicron Adans.
- Xylopicrum P.Browne